# Spizixos
A Spizixos a madarak osztályának verébalakúak (Passeriformes) rendjébe és a bülbülfélék (Pycnonotidae) tartozó családja tartozó nem.

## Rendszerezésük
A nemet Edward Blyth angol zoológus írta le 1845-ben, az alábbi 2 faj tartozik ide:
- pinty bülbül (Spizixos canifrons)
- nyakörves bülbül (Spizixos semitorques)